# Hannemieke Stamperius
Œuvres principales
En dan is er koffie (1976); Het binnenste ei (1978); De speeltuin van Teiresias (1994)
Johanna Maria Jelles (Hannemieke) Stamperius (née à Tiel le 12 septembre 1943; décédée à Amsterdam le 22 novembre 2022) est une auteure néerlandaise, féministe, spécialiste de la littérature,. Ses œuvres sont publiées sous son propre nom ainsi que sous les pseudonymes de Hannes Meinkema et Justa Abbing.  Sa thèse sur Marsman fut publiée sous son nom de femme mariée, Hannemieke Postma.

## Biiographie
Hannemieke Stamperius naquit au cours de la Deuxième Guerre mondiale; elle était la fille naturelle de Jacoba Alice Elisabeth (Jaco) Stamperius qui vivait sous couvert à Tiel en raison de son travail auprès du Comité des enfants d’Utrecht, une organisation qui cachait des enfants juifs. Elle était la petite-fille de Jacob Stamperius, spécialiste de la littérature et auteur de livres pour enfants.
Elle commença ses études en langue néerlandaise et théorie de la littérature à l’Université d’Utrecht où elle obtint ses diplômes en 1968 et  1970.  Elle épousa en 1968 Eise Postma, spécialiste des études néerlandaises; le couple divorça par la suite.
En 1987 elle décida, en vertu de la loi brésilienne, d’adopter une fillette qui en avait la nationalité. Comme il n’était pas possible alors pour un ou une célibataire d’adopter légalement un enfant aux Pays-Bas, elle commença des démarches juridiques qui réussirent  en 1995 et conduisirent à la légalisation de l’adoption par un ou une célibataire. Elle relata les péripéties de cette adoption dans son livre Moeders kindje en 1992.
Elle devait décéder durant son sommeil le 22 novembre 2022 dans sa demeure d’Amsterdam à l’âge de 79 ans.

## Œuvre littéraire
Son premier roman, De maaneter, parut en 1974 sous le pseudonyme Hannes Meinkema qu’elle conserva par la suite pour ses œuvres de fiction. Suivit une série de romans policiers sous le pseudonyme de Justa Abbing. Ses livres pour enfants furent publiés sous son propre nom, de même que ses ouvrages scientifiques.
Sa thèse qui reçut la mention «  cum laude »,  sous la direction de A.L. Sötemann, était intitulée   Marsmans 'Verzen'. Toetsing van een ergocentrisch interpretatiemodel ( « Verzen » de Marsman, clé pour un modèle d’interprétation égocentrique),,.
Avec Ethel Portnoy elle fonda en 1978 Chrysallis, un magazine semi-annuel consacré à la littérature et aux arts contenant surtout des articles rédigés par des femmes. Parmi les autres collaboratrices on comptait Liesbeth Brandt Corstius, Hanneke van Buuren et Esselien ‘t Hart. Le magazine cessa sa publication en 1981.
Hannemieke Stamperius écrivit également de la poésie. Son premier recueil parut en 1980 sous le titre Het persoonlijke is poëzie. Elle publia également des articles et des contes entre autres dans Opzij, Chrysallis, Schrijvers tegen apartheid, Hollands Maandblad  et Avenue.

## Prix et distinctions
Hannemieke Stamperius reçut sur une base annuelle une bourse honorifique de la Stichting Fonds voor de Letteren (Fondation pour les Lettres) sur la recommandation de Renate Dorrestein qu’elle avait elle-même guidée dans ses débuts littéraires.
En 1989 elle reçut le prix Annie Romein pour l’ensemble de son œuvre,.
Hannemieke Stamperius est reconnue comme l’une des pionnières parmi les  femmes écrivains des Pays-Bas ainsi que  pour sa collaboration avec d’autres auteures tant néerlandaises qu’anglophones. On lui doit entre autres la réédition des livres de Betje Wolff et Aagje Deken, Geertruida Bosboom-Toussaint et Vita Sackville West (en hommage à laquelle elle nomma sa fille). 

### Sous le nom de Annemieke Postma-Nelemans
- Het perspectief in 'Menuet' (1974,  critique de H.D. Tjeenk Willink sur Louis Paul Boon,  Menuet,  (ISBN 9001185797))

### Sous le nom de Hannemieke Stamperius
- Zie je wel: verhalen over vrouwen door vrouwen (1980, recueil de contes écrits en anglais,  (ISBN 906019666X))

- Vrouwen en literatuur: een inleiding (1980, essai,  (ISBN 9789062878796))

- 24 manieren om in tranen uit te breken: Nederlandse verhalen door vrouwen over vrouwen (1981,  (ISBN 9060197569))

- Kind met zes tenen (1986, recueil de contes d'auteures néerlandaises,  (ISBN 9025466737))

- In haar uppie (1987, recueil de contes d'auteurs anglophones,  (ISBN 9025467148))

- Het verbeelde beest (1988, essai,  (ISBN 902546727X))

- Onder twee ogen (1988 anthologie constituée de fragments tirés de journaux personnels d’auteurs anglophones du XXe siècle,  (ISBN 9025467369))

- Weet je nog, die baby ben jij (1989, contes pour enfants illustrés par Magda van Tilburg,  (ISBN 9000027012))

- Op eigen hand (1989, anthologie de fragments de journaux personnels d’auteures flamandes et néerlandaises,  (ISBN 9025466982))

- Een om mee te praten (1990, dix-sept auteures exposent en une courte histoire leur vision de l’homme idéal,  (ISBN 9025468152))

- Een schrale troost (1991, histoires écrites par diverses auteures néerlandaises contemporaines,  (ISBN 9025469124))

- In haar dromen (1992, histoires écrites par diverses auteurs anglophones contemporaines exposant leurs vues sur le bonheur,  (ISBN 9025403727))

- Moeders kindje (1992, autobiographie,  (ISBN 902540121X))

- Moeder en kind (1993, histoires écrites par des auteures contemporaines étrangères sur les relations mère-fille et mère-fils,  (ISBN 9025400175))

- Moeders mooiste (1994, histoires écrites par des auteures contemporaines néerlandaises sur les relations mère-enfant  (ISBN 9025408516))

- Vrouwen van de wereld in 1000 bladzijden (1996, histoires écrites par diverses auteures contemporaines des Pays-Bas et de l’étranger,  (ISBN 9025405207))

- Het meisje van Loch Ness (1996, pour jeunes adultes,  (ISBN 9024525926))

- Mijn moeder houdt niet van Brazilië (2001, pour jeunes adultes,  (ISBN 9024543517))

- God verzameld (2004, recueil d’histoires et de contes se rapportant à Dieu,  (ISBN 9025422748))

- Kleine theologie voor leken en ongelovigen (2005, philosophie de la religion (ISBN 9025955665))

- De Wadden: de mooiste verhalen over de zee en de eilanden (2007, contes se rapportant à la mer et aux iles  (ISBN 9789046700693))

- God en de Verlichting (2011, philosophie de la religion,  (ISBN 9490708224))

- Judy wil een peer (2016, premier volume de ce qui devait être une série de livres pour enfants).

### Sous le nom de Hannes Meinkema
- De maaneter (1974, roman, éditions Contact,  (ISBN 9025467741))

- Het wil nog maar niet zomeren (1975, nouvelles brèves, Elsevier,  (ISBN 9025466265))

- En dan is er koffie (1976, nouvelle, éditions Contact,  (ISBN 902546761X))

- De groene weduwe en andere grijze verhalen (1978, nouvelles, Elsevier,  (ISBN 9025468454))

- Het binnenste ei (1978, roman, Éditions Manteau,  (ISBN 9010021955))

- Moedertocht (1978, nouvelles brèves avec photographies de Geert Hendrickx, Knippenberg (Bulkboek no. 79)

- Het persoonlijke is poëzie (1979, poésie, Elsevier,  (ISBN 9010027686))

- De naam van mijn moeder (1980, nouvelles, Contact,  (ISBN 9025468659))

- De driehoekige reis (1981, nouvelle, Contact,  (ISBN 9025469175))

- Op eigen tenen (1982, nouvelles, Contact,  (ISBN 9025469035)

- Te kwader min (1984, nouvelle, Pandora,  (ISBN 9025455107))

- Eén keer over (1986, nouvelles, Contact,  (ISBN 902546839X))

- Het kind en de rekening (1987, nouvelles, Contact,  (ISBN 9025469787))

- Mooie horizon (1989, nouvel, Contact,  (ISBN 9025467083))

- Een geluid als van onweer (1993, nouvelles, Contact,  (ISBN 902540037X))

- De speeltuin van Teiresias (1994, nouvelle, Pandora,  (ISBN 9025457134))

- Dora - een geschiedenis (1995, nouvelle, Pandora]],  (ISBN 9025499147))

- Dier en engel (1996, nouvelle, Contact,  (ISBN 905542398X))

- Salomo's dochter (2003, nouvelle, Contact,  (ISBN 9025417663))

- De heiligwording van Berthe Ploos (2007, nouvelle, Contact,  (ISBN 9789025426484))

### Sous le nom des Justa Abbing
- Schoonheid, schoonheid (1997,  (ISBN 902542144X))

- Leraar leerling (1998,  (ISBN 9025424201))

- Kindje kindje (2000,  (ISBN 9025496571))

- Man en vader (2004,  (ISBN 9025425119))